# Austin Aztex (2008–2010)
Der Austin Aztex FC ist eine ehemalige US-amerikanische Fußballmannschaft aus Austin, Texas.
Die Aztex wurden 2008 gegründet und spielten in der Saison 2009 in der USL First Division, der zweithöchsten Liga im nordamerikanischen Fußball.
In der Saison 2010 spielte die Mannschaft in der USL Conference der USSF Division 2 Professional League. Am Ende der Saison wanderte die komplette Franchise-Organisation nach Orlando, Florida. Dort treten sie unter dem Namen Orlando City an und spielen in der USL Professional Division.

## Geschichte
Besitzer des Vereins war der Geschäftsmann Phil Rawlins. Ursprünglich kommt Rawlins aus England und ist im Vorstand des englischen Fußballvereins Stoke City.
Es bestand von Anfang an eine Partnerschaft zwischen den Aztexs und Stoke City. Dieses beinhaltete des Austauschen von Trainingsinformationen und Spielern. So nutzten die Engländer den Verein als Ausbildungsstätte und hofften so neue amerikanische Talente zu entdecken.
Der Verein ernannte Adrian Heath, ein ehemaliger Spieler vom FC Everton, als Trainer. Dieser betreute die Mannschaft auch bis zur Auflösung der Aztex im Jahr 2010.
Am 8. August 2008 wurde der erste Spieler des Vereins vorgestellt. Es war der mexikanische Torwart Miguel Gallardo, der von der Austin Aztex U23 kam. Er wurde 2008 zum besten Torhüter der USL Premier Development League ernannt.
Die erste Saison in der USL First Division schloss die Mannschaft mit einem 10. Platz ab. Die Play-offs konnten so nicht erreicht werden. 2010 erreichte Austin einen zweiten Platz in der USL Conference der USSF D2 Pro League. In den Play-offs scheiterte man aber im Viertelfinale gegen Montreal Impact.
Am 25. Oktober 2010 wurde offiziell bestätigt, dass der Austin Aztex FC in das neue Franchise Orlando City übergehen wird.

## Stadion
Die Heimspiele wurden im 2008 auf dem Nelson Field der Reagan High School und 2009 sowie 2010 im House Park ausgetragen. Das Nelson Field fasst 8.800 Zuschauer und dient als Sportstätte für die LBJ High School, Anderson High School und John H. Reagan High School. Der House Park fasst 6.500 Zuschauer.

## Saisonstatistik
| Jahr | Liga                | Reg. Season   | Play-offs          | Open Cup | Zuschauer durchschnitt |
| ---- | ------------------- | ------------- | ------------------ | -------- | ---------------------- |
| 2009 | USL First Division  | 10. Platz     | nicht qualifiziert | 3. Runde | 2.974                  |
| 2010 | USSF D-2 Pro League | 2. Platz, USL | Viertelfinale      | 3. Runde | 3.733                  |

## Austin Aztex U23
Kurz nach Bekanntgabe das die Aztexs in der First Division spielen werden, übernahm der Verein den USL-Premier-Development-League-Verein Austin Stampede und nannte ihn in Austin Aztex U23 um. Diese Mannschaft war bis Ende 2009 Teil der Entwicklungsstruktur der Aztexs.
Ihre Heimspiele trägt die Mannschaft im Dragon Stadium auf dem Gelände der Round Rock High School in Round Rock, Texas aus.
Trainer der Mannschaft war der Deutsche Wolfgang Sühnholz, ein ehemaliger Fußballspieler des FC Bayern München.

### Saisonstatistik
| Jahr | Liga    | Reg. Season         | Play-offs             | Open Cup           |
| ---- | ------- | ------------------- | --------------------- | ------------------ |
| 2008 | USL PDL | 1. Platz, Mid South | Conference-Finale     | 1. Runde           |
| 2009 | USL PDL | 3. Platz, Mid South | Divisional Halbfinale | nicht qualifiziert |